# Somogyaracs
Somogyaracs é um município da Hungria, situado no condado de Somogy. Tem 7,7 km² de área e sua população em 2019 foi estimada em 191 habitantes.